# Code Orange
A Code Orange amerikai metalcore együttes 2008-ban alakult Pittsburgh-ben, Pennsylvania államban. A kezdetben inkább hardcore punk muzsikát játszó zenekart eredetileg Code Orange Kids néven hozta létre az akkor még középiskolás Eric Balderose (gitár), Greg Kern (gitár), Reba Meyers (ének, basszusgitár) és Jami Morgan (dobok). Greg Kern távozása és Joe Goldman basszusgitros érkezése után 2012-ben kötöttek lemezszerződést a Deathwish Records-szal, a Converge-frontember Jacob Bannon lemezkiadójával. Bemutatkozó albumuk 2014-ben jelent meg. Ezután rövidítették le nevüket Code Orange-ra. Második albumuk, a súlyosabb hangzású 2014-es I Am King felkerült a Billboard 200-as lemezeladási listájára is a 96. helyen. Forever című nagylemezüket már a Roadrunner adta ki 2017-ben, amelyről a címadó számot Grammy-díjra jelölték a "Best Metal Performance" kategóriában. A 2020-ban megjelent Underneath album címadó dalát szintén Grammy-díjra jelölték ugyanebben a kategóriában.

## Tagok
Jelenlegi felállás
- Reba Meyers – ének (2008–napjainkig), gitár (2011–napjainkig), basszusgitár (2008–2011)
- Eric Balderose – gitár, vokál, billentyűsök, programozás(2008–napjainkig)
- Dominic Landolina – gitár (2017–napjainkig)
- Joe Goldman – basszusgitár (2011–napjainkig)
- Jami Morgan – dobok, vokál(2008–napjainkig)

Korábbi tagok
- Greg Kern – gitár (2008–2010)
- Bob Rizzo – gitár (2010–2011)

## Diszkográfia
Stúdióalbumok
- Love Is Love/Return to Dust (2012)
- I Am King (2014)
- Forever (2017)
- Underneath (2020)